# Meservila
Mézerville és un municipi francès de la regió d'Occitània, al departament de l'Aude.